# جین شورت
جین شورت (انگلیسی: Gene Short؛ زاده ۷ اوت ۱۹۵۳) یک بازیکن بسکتبال اهل ایالات متحده آمریکا است.